# Vlag van Opzullik
De vlag van Opzullik is op onbekende datum bij raadsbesluit vastgesteld als de vlag van de Henegouwse gemeente Opzullik. De vlag kan als volgt worden beschreven:
Zes geel-blauwe diagonale banen, met een rode gegraveerde rand en een omlijnde leeuw omlijnd in het zwart.
De vlag is volledig gebaseerd op het gemeentewapen en ziet er dus helemaal hetzelfde uit.